# Leiomela peruviana
Leiomela peruviana là một loài rêu trong họ Bartramiaceae. Loài này được R.S. Williams mô tả khoa học đầu tiên năm 1928.